# 大卫氏园蛛
大卫氏园蛛（学名：Araneus davidi）为园蛛科园蛛属的动物。在中国大陆，分布于陕西等地。该物种的模式产地在陕西。